# El Rosario (Olancho)
El Rosario é uma cidade hondurenha do departamento de Olancho.